# Distribució estable multivariant
La distribució estable multivariant és una distribució de probabilitat multivariant que és una generalització multivariant de la distribució estable univariada. La distribució estable multivariant defineix relacions lineals entre els marginals de distribució estable. De la mateixa manera que en el cas univariant, la distribució es defineix en funció de la seva funció característica.
La distribució estable multivariant també es pot pensar com una extensió de la distribució normal multivariant. Té un paràmetre, α, que es defineix en el rang 0 < α ≤ 2, i si és el cas α = 2 és equivalent a la distribució normal multivariant. Té un paràmetre de desviació addicional que permet distribucions no simètriques, on la distribució normal multivariant és simètrica.

## Definició
Deixar {\displaystyle \mathbb {S} } ser l'esfera de la unitat {\displaystyle \mathbb {R} ^{d}\colon \mathbb {S} =\{u\in \mathbb {R} ^{d}\colon |u|=1\}}. Un vector aleatori, {\displaystyle X}, té una distribució estable multivariant, denotada com {\displaystyle X\sim S(\alpha ,\Lambda ,\delta )} -, si la funció característica conjunta de {\displaystyle X} és
{\displaystyle \operatorname {E} \exp(iu^{T}X)=\exp \left\{-\int \limits _{s\in \mathbb {S} }\left\{|u^{T}s|^{\alpha }+i\nu (u^{T}s,\alpha )\right\}\,\Lambda (ds)+iu^{T}\delta \right\}}
on 0 < α < 2, i per {\displaystyle y\in \mathbb {R} }{\displaystyle \nu (y,\alpha )={\begin{cases}-\mathbf {sign} (y)\tan(\pi \alpha /2)|y|^{\alpha }&\alpha \neq 1,\\(2/\pi )y\ln |y|&\alpha =1.\end{cases}}}
Aquest és essencialment el resultat de Feldheim, que qualsevol vector aleatori estable es pot caracteritzar per una mesura espectral {\displaystyle \Lambda } (una mesura finita activada {\displaystyle \mathbb {S} } ) i un vector de desplaçament {\displaystyle \delta \in \mathbb {R} ^{d}}.